# ريتشارد ستيرمان

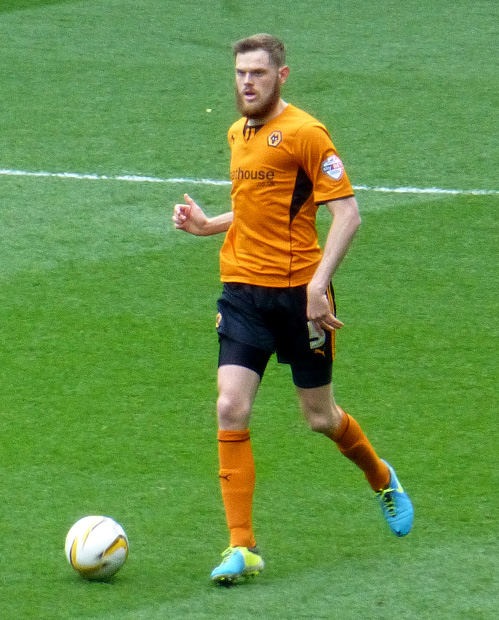

ريتشارد ستيرمان (بالإنجليزية: Richard Stearman)‏ (مواليد 19 أغسطس 1987 في وولفرهامبتون - إنجلترا) لاعب كرة قدم إنجليزي يلعب حاليا لصالح نادي الدرجة الممتازة وولفرهامبتون واندررز الإنجليزي منذ 2008 في مركز قلب الدفاع كما يجيد اللعب في مركز الظهير الأيمن .

## روابط خارجية
- ريتشارد ستيرمان على موقع قاعدة بيانات كرة القدم.إي يو (الإنجليزية)
- ريتشارد ستيرمان على موقع Soccerbase.com (لاعب) (الإنجليزية)
- ريتشارد ستيرمان على موقع Soccerway.com (الإنجليزية)
- ريتشارد ستيرمان على موقع عالم كرة القدم.نت (الإنجليزية)
- ريتشارد ستيرمان على موقع كووورة